# Piotr Balcerzak
Piotr Balcerzak (* 25. Juni 1975 in Warschau) ist ein ehemaliger polnischer Sprinter.
Bei den Weltmeisterschaften 1997 in Athen erreichte er über 100 Meter das Viertelfinale.
1998 schied er bei den Europameisterschaften in Budapest über 200 Meter im Vorlauf aus und gewann mit der polnischen Mannschaft in der 4-mal-100-Meter-Staffel die Bronzemedaille. Bei den Weltmeisterschaften 1999 in Sevilla und den Olympischen Spielen 2000 in Sydney gelangte er über 100 Meter ins Viertelfinale und belegte mit der polnischen 4-mal-100-Meter-Stafette den fünften bzw. den achten Platz.
2001 schied er bei den Weltmeisterschaften in Edmonton über 100 Meter im Viertelfinale aus und kam in der Staffel auf den sechsten Platz. Bei den Europameisterschaften 2002 in München scheiterte er über 100 Meter in der ersten Runde. In der Staffel wurde er im Vorlauf eingesetzt und trug so zum Gewinn der Silbermedaille für das polnische Team bei. 2003 wurde er bei den Weltmeisterschaften in Paris/Saint-Denis mit der polnischen 4-mal-100-Meter-Stafette Fünfter.
1999 wurde er nationaler Meister über 100 Meter.

## Persönliche Bestzeiten
- 60 m (Halle): 6,62 s, 12. Februar 2000, Spała
- 100 m: 10,15 s, 2. Juli 1999, Krakau
- 200 m: 20,72 s, 1. August 1999, Patras